# Literaturgeschichte

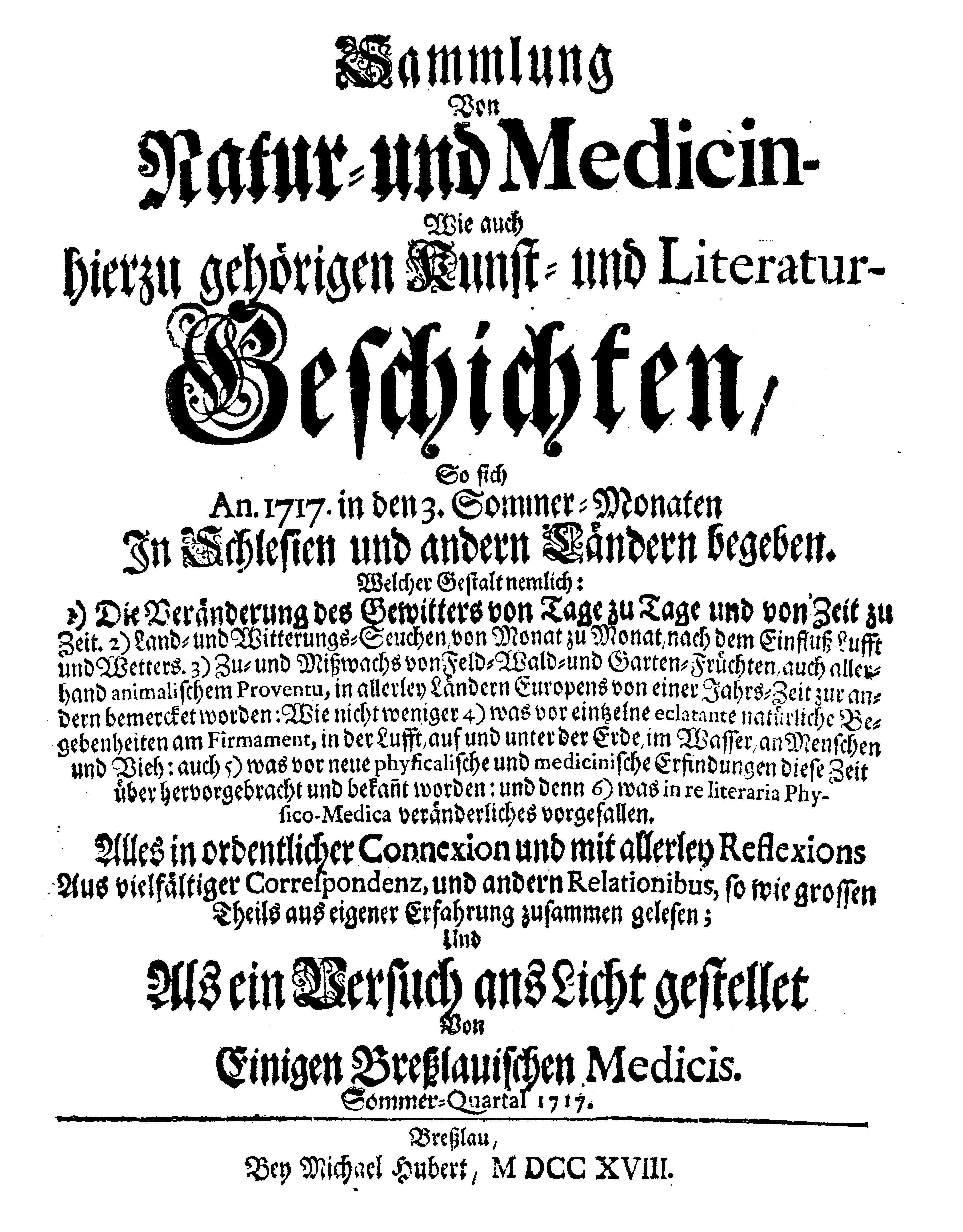
„Kunst-Geschichten“ = Berichte von neuesten technischen Apparaturen, „Literatur-Geschichten“ = Berichte von neuesten wissenschaftlichen Arbeiten im vorliegenden Fall aus dem Feld der Medizin und Meteorologie. Titelseite der Breslauischen Sammlungen, 1718, der seinerzeit führenden deutschen naturwissenschaftlichen Zeitschrift.

Der Begriff Literaturgeschichte hatte bis Mitte des 18. Jahrhunderts die Bedeutung „Berichte aus der gelehrten Welt“ und wurde seit etwa 1830 neu definiert als Feld der nationalen sprachlich fixierten Überlieferung, innerhalb derer die künstlerisch gestalteten Werke maßgeblich sind.

## Geschichte
Die Geschichte der Literaturgeschichtsschreibung birgt einen Bruch mit der Wende ins 19. Jahrhundert. Diejenigen, die zwischen 1750 und 1850 Literaturgeschichte schrieben, gaben ihr originäres Thema – die Berichterstattung aus den Wissenschaften – Ende des 18. Jahrhunderts auf, und machten gerade das zum Gegenstand, was bislang für unwissenschaftlich, außerhalb der Literatur liegend, galt: Dichtung, Fiktionen.
Der Themenwechsel hatte zur Folge, dass mit dem 19. Jahrhundert das Wort „Literatur“ neu definiert werden musste. Als „Bereich der sprachlichen Überlieferung“ wurde die Definition dabei so gestaltet, dass die Fachwissenschaften weiterhin ihre Arbeiten in „Literaturverzeichnissen“ listen konnten. In der sprachlichen Überlieferung nahmen jedoch – so die neue These der Literaturgeschichtsschreibung des 19. und 20. Jahrhunderts – die sprachlichen Kunstwerke einen zentralen Platz ein – als der Kern der nationalen Überlieferungen, als das Feld der ewig diskutierten Werke, das Feld der durch ihre Ästhetik herausragenden Werke, so die Versuche, zu erklären, warum Dramen, Gedichte und Romane „Literatur im engeren Sinne“ sein sollten. Im Folgenden soll das Entstehen der Literaturgeschichtsschreibung mitsamt dem von ihr vollzogenen Themenwechsel knapp skizziert werden.

### Von der Polyhistorie zur Literaturgeschichte, 1500–1650
Die moderne Literaturgeschichtsschreibung beginnt im 16. und 17. Jahrhundert als der Versuch, über die Wissenschaften – und das ist bis in das 19. Jahrhundert die „Literatur“ – Bericht zu erstatten. Anfänglich – das Aufkommen des Buchdrucks steigert die hier bestehenden Hoffnungen – gilt die Arbeit Großwerken, die das gesamte Wissen der Gelehrsamkeit systematisch wie Bibliotheken geordnet in sich bergen sollen. Die Polyhistorik scheitert jedoch bereits in ihren ersten Ansätzen. Das Problem ist dabei weniger das Aufkommen der Naturwissenschaften. Schwierig verlaufen die polyhistorischen Projekte vielmehr, da sie von Anfang an in ideologische Fixierungen ausarten: Ihre Autoren versuchen, philosophisch-theologische Aussagen darüber zu treffen, wie das Wissen und der mit ihm erfasste Kosmos geordnet sind. Die Ordnungsvorhaben werden unverzüglich als scholastische, rückwärtsgewandte gebrandmarkt, die Werke selbst kommen inhaltlich bei allen Ordnungsbestrebungen kaum über das Kompilieren von bereits vorhandenen Informationen heraus. Wer sie bedienen will, muss sich mühselig in die Ordnungsgedanken der Verfasser einarbeiten, er hantiert sodann mit schweren Bänden, die in nur wenigen Bibliotheken verfügbar sind. Kritik an bestehendem Wissen, Fachdiskussionen, finden sich in den polyhistorischen Werken kaum.
Mit dem 17. Jahrhundert gewinnen drei neue Gruppen von Werken Bedeutung:
- das alphabetisch sortierende Lexikon,
- die bibliographisch ausgerichtete „Historia Literaria“ oder „Geschichte der Gelehrsamkeit“ und
- das literarische Journal.

Das Lexikon tritt das Erbe der Polyhistorik als das Werk an, das das Wissen selbst anbietet. Universallexika bleiben dabei rare Projekte. Der Markt expandiert mit Fachlexika und ab dem Anfang des 18. Jahrhunderts mit kleinen Lexika, Zeitungs- oder Conversations-Lexica, die Wissen in Kürze im tragbaren Format bieten, ausgerichtet auf die Zeitungen, die selten Informationen zu den historischen Schauplätzen mitliefern.

Titelseite J. F. Reimmann, Historia Literaria (1710).

Die „Historia Literaria“ oder „Geschichte der Gelahrheit“ (heute Gelehrsamkeit) wird zum bibliographischen Projekt. Sie bietet kleine Nachschlagewerke, die die Wissenschaften nach allen Fachgebieten und Forschungsfragen ordnen und untergliedern, und dabei Punkt um Punkt notieren, welche Werke im jeweiligen Gebiet von Wissenschaftlern welcher Nation verfasst, die wichtigsten sind. Gekauft werden diese Nachschlagewerke primär von Studenten und angehenden Wissenschaftlern, die nach ihnen in ihren eigenen wissenschaftlichen Arbeiten Fußnoten setzen können.
Das literarische Journal wird in der zweiten Hälfte des 17. Jahrhunderts zum Renner auf dem Buchmarkt. In monatlichen Ausgaben bietet es Überblick über die wichtigsten wissenschaftlichen Neuerscheinungen und – bei naturwissenschaftlicher Ausrichtung – Erfindungen. Die Berichte bieten Exzerpte aus den besprochenen Werken samt Seitenangaben zu wichtigen Zitaten. Zu den einzelnen Nummern erhält der Bezieher in der Regel am Ende des Jahres ein Register, das es ihm ermöglicht, sein wissenschaftliches Journal als Fachlexikon zu benutzen. Karriere macht das literarische Journal um 1700 vor allem, da es sich zum Träger eines fortgesetzten Raisonnements über aktuelle Debatten der Forschung entwickelt, und dabei öffentlichen Debatten aus Politik und Religion Raum bietet.
Im Lauf des 18. Jahrhunderts öffnen sich die wichtigsten literarischen Journale dem Bereich der belles lettres, der damit ein zentrales Feld im Austausch über Literatur wird.

### Der Siegeszug derbelles lettres, 1600–1750
Der Buchmarkt untergliederte sich früh in zwei Bereiche: den der Literatur für die Gelehrten und den der Veröffentlichungen für das breitere lesende Publikum, das Gebetbücher, Heiligenleben, populäre Historien, vor allem aber Zeitungen verlangte. Beide Bereiche waren im Design deutlich voneinander unterschieden. Kostbar und fein gedruckt, vor allem auf Latein erschien die Literatur in den vier Wissenschaften Theologie, Jurisprudenz, Medizin und Philosophie. In lieblos gesetzten mit einfachen Holzschnitten ausgestatteten Publikationen sprach dagegen die billige Massenware das Publikum an.
Mit dem 17. Jahrhundert entsteht ein neuer, dritter Markt, der der belles lettres. Bereits der Name ist Programm: Die hier gebotenen Publikationen gehören zum gehobenen Marktsegment, zu den lettres, den Wissenschaften, der Literatur – indes nicht zur pedantischen akademischen Gelehrsamkeit, sondern zu einem Feld, das sich eher durch seine Annehmlichkeit auszeichnet, durch Geschmack und Anspruch. Feine Kupferstiche sind hier statt billiger Holzschnitte geboten, Französisch und elegante moderne Landessprachen, statt Gelehrtenlatein oder abgeschmackter Sprache aus dem niederen Schrifttum. Zum Markt der belles lettres gehören aktuelle skandalöse Historien, Romane, Memoires, Reiseberichte, Journale. Das Publikum ist aristokratisch, bürgerlich-städtisch, es umfasst die Frauen, denen die akademische Gelehrsamkeit verwehrt ist, und den gelehrten Leser, der neben seinem Fach noch Interessen am aktuellen Geschehen hat.
Der neue Markt rangiert im Englischen unter dem französischen Wort oder unter dem Wort „polite literature“; in Deutschland ist er im ausgehenden 17. Jahrhundert der Bereich der „galanten Wissenschafften“, ab Mitte des 18. Jahrhunderts: der Bereich der „schönen Wissenschaften“, oder, eleganter, der „schönen Literatur“.
Die Literaturbesprechung steht dem neuen Markt zu Beginn des 18. Jahrhunderts noch mit Vorsicht gegenüber. Das Journal de Sçavans oder ihm nacheifernd die Deutschen Acta Eruditorum sind wissenschaftliche Journale. Deutlich bestimmt sie jedoch mit dem Boom des Journalmarkts, der Ende des 17. Jahrhunderts sich abzeichnet, das Bestreben, die sich ausweitende Leserschaft zu befriedigen. Zu diesem Zweck lassen die populäreren Blätter regelmäßig einzelne Rezensionen von Publikationen aus dem Bereich der belles lettres zu, die zwar nicht zur Literatur im aktuellen Sinne gehören, jedoch breiteres Interesse auch der Gelehrtenschaft beanspruchen können. So rezensieren die Deutschen Acta Eruditorum 1713 gänzlich ungeniert die skandalöse Atalantis Delarivier Manleys, ein als Roman getarntes Enthüllungsbuch angeblicher Machenschaften der letzten Londoner Administration. Der neue Besprechungsgegenstand gewinnt jedoch erst in der zweiten Hälfte des 18. Jahrhunderts Kraft, als die Poesie national geführte Diskussionen erobert.

### Die Poesie wird Gegenstand der nationalen Literaturdebatte, 1720–1780
Die „belles lettres“ sind nur indirekt ein Vorläufer unserer heutigen Literatur. Im Deutschen lebt ihr Markt mit dem Markt der Belletristik fort, und das kennzeichnet die wichtigsten Unterschiede: Man kann von den „Literaturen“ der Nationen sprechen, es gibt jedoch nur eine einzige Belletristik. Literatur wird diskutiert von Literaturkritikern und Literaturpäpsten. Die Belletristik blieb dagegen ein Markt ohne sekundären Diskurs. Die Belletristik umschließt die Literaturen, doch bietet sie unendlich viel mehr – nahezu alles, was breiteres Interesse beansprucht, ist im Buchhandel Belletristik.
Unsere heutige Vorstellung von Literatur entsteht, als nach 1720 die nationale Poesie – sie tut dies anfänglich vor allem in Deutschland – das Interesse der Gelehrsamkeit auf sich zieht.
Poesie ist im 17. und 18. Jahrhundert wenig mehr als der Bereich der gebundenen Sprache. Im Verlauf des 17. Jahrhunderts entwickelte sich die Oper in ihren Spielformen des italienischen und des französischen Stils zum zentralen Ort der poetischen Produktion. Lyrik wurde veröffentlicht, um vertont zu werden. Hinzu kam, verachtet von jedem, der Geschmack hatte, die Panegyrik und die gesamte kommerzielle Gedichtproduktion, die zu Beerdigungen, Hochzeiten und Jubiläen in Auftrag gegeben wurde. Zu Beginn des 18. Jahrhunderts sieht man die Poesie am ehesten in einer Krise – korrumpiert überall dort, wo sie in Auftrag gegeben verfasst wird, und skandalös, wo sie sich dem Opern-Betrieb und der galanten Lieddichtung anbietet. Die 1720er und 1730er erleben eine massive Kritik an den Opern, gerade von gelehrter Seite aus. Im Interesse der öffentlichen Moral fordern im deutschsprachigen Raum Johann Christoph Gottsched und seine Mitkritiker eine Neuausrichtung der Poesie, in der die aristotelische Poetik zum Zuge kommen soll. Die Oper, das Lied, die Cantate werden dabei nicht abgeschafft, jedoch wird festgelegt, dass der öffentliche Austausch diesen Bereichen nicht gilt – er gilt, und dies können die Verfasser aktueller Journale, da sie über Öffentlichkeit verfügen, festlegen – einer Poesie, die der Nation dient, große verantwortungsbewusste Autoren hervorbringt, wichtige Diskussionen zulässt.
Das Ergebnis ist im Verlauf des 18. Jahrhunderts eine Zweiteilung des Marktes: Auf der einen Seite besteht der Markt der belles lettres fort, er entwickelt sich als internationaler Markt der Belletristik. Auf der anderen Seite können es Autoren im Verlauf des 18. Jahrhunderts zunehmend riskieren, „anspruchsvolle“ Dichtung zu schreiben, Dichtung, die sich erst in dem Moment verkauft, in dem die Kritik sie bespricht und ihre Lektüre empfiehlt. Es entsteht eine öffentlich diskutierte Poesie gegenüber einem Markt, der der Trivialisierung überlassen bleibt.
Die „anspruchsvolle“, auf gesellschaftliche Beachtung Anspruch erhebende Dichtung gewinnt an Bedeutung, als die erste Generation der Kritiker, die noch die Rückbesinnung auf Aristoteles forderte, einer zweiten Generation weicht, die sich dem neuen bürgerlichen Drama und vor allem dem Roman offen stellt. Diskutierte man Poesie bislang vornehmlich auf die Frage hin, wie perfekt Gattungsregeln eingehalten wurden, so kommen in der zweiten Hälfte des 18. Jahrhunderts viel brisantere Diskussionen auf – jene die Pierre Daniel Huet 1670 noch, ohne Gehör damit zu finden, mit seinem Traitté de l’origine des romans in den Raum stellte, als er vorschlug, Roman und Poesie grundlegend als fiktionale Produktionen und damit als Spiegelbilder der aktuellen Sitten einer Nation zu lesen.
Hatte sich der Roman Ende des 17. Jahrhunderts zum wichtigsten Medium der chronique scandaleuse entwickelt, so kann die gelehrte Kritik des 18. Jahrhunderts Romane fordern, die die Sitten reformieren, Romane, die an Samuel Richardsons Pamela anknüpfen.
Öffentliche Beachtung gewinnt die Poesie-Diskussion in gelehrten Journalen in der zweiten Hälfte des 18. Jahrhunderts vor allem in Deutschland, wo sie das beste nationale Debattenfeld anbietet. Deutschland ist territorial und konfessionell zersplittert; es gibt außer der gelehrten, doch damit elitären Diskussion kein breiteres überregional funktionierendes Debattenfeld. Hier erregt die Forderung nach einer deutschen Dichtung, die sich von der französischen trennt, die englische imitiert und sich dann auch noch von dieser emanzipiert, öffentliche Brisanz im Ringen um nationale Identität.

### Die nationale Literaturgeschichte definiert sich neu, 1780–1850
Ende des 18. Jahrhunderts befindet sich die antiquierte Literaturgeschichtsschreibung in einer Krise: Die Wissenschaften richten sich nun zunehmend auf die modernen Naturwissenschaften aus, die Rekapitulation alter Autoritäten wird obsolet, gleichzeitig hat sich die öffentliche Literaturdiskussion gewandelt: sie gilt fast ausschließlich Romanen, Dramen und Gedichten.
Das Ergebnis der Entwicklung zeichnet sich in den letzten Literaturgeschichten alten Stils ab, etwa im Grundriss einer Geschichte der Sprache und Literatur der Deutschen von den ältesten Zeiten bis auf Lessings Tod von Erduin Julius Koch (Berlin: Verlag der Königl. Realschulbuchhandlung, 1795). Wie die alten Werke der Historia Literaria ist die späte Literaturgeschichte des 18. Jahrhunderts eine Bibliographie, die nach Sektionen gliedert und untergliedert. Die Wissenschaften nehmen jedoch nun nur noch wenig Platz ein. Die „schöne Literatur“ mit den Gattungen der Dichtung hat das Werk erobert.
Mit der Geschichte der poetischen National-Literatur der Deutschen von Dr. G. G. Gervinus. Erster Theil. Von den ersten Spuren der deutschen Dichtung bis gegen Ende des 13. Jahrhunderts (Leipzig: W. Engelmann, 1835) wird das alte Projekt in das neue überführt: Die Literatur der Nation ist laut Titel ihre überlieferte Dichtung, der neue Literaturkenner liefert jedoch, wie er in der Vorrede eröffnet, keine Bibliographie mehr, sondern eine interpretierende Erzählung dazu, wie die Dichtung sich in den verschiedenen Epochen der Nation entfaltete – im Mittelalter anfänglich an den Höfen, dann zunehmend korrumpiert durch die Mönche, im Humanismus beherrscht von Gelehrten, endlich im 18. Jahrhundert befreit durch eine anfänglich gelehrte, dann jedoch rasch dazulernende Kritik…
Die neue Literaturgeschichte liefert Diskussionsstoff, ihr Thema ist der Charakter der Nation unter wechselnden kulturellen und politischen Bedingungen – und sie findet unverzüglich Erwiderungen von allen politischen Interessengruppen, die auf eine eigene Darstellung der Literaturgeschichte dringen müssen, wenn sie gewährleisten wollen, dass ihre Themen öffentlich diskutiert werden.
Im Hintergrund der modernen Literaturgeschichte steht ab Mitte des Jahrhunderts der moderne Nationalstaat, der der Literatur der Nation, den größten Dichtern der Nation und den entscheidenden Epochen ihrer Geschichte öffentliche Beachtung im kulturellen Leben wie in allen Institutionen der Bildung zusichert. Spätestens damit, dass die Texte der nationalen Dichtung im 19. Jahrhundert im öffentlichen Schulwesen die Funktionen gewinnen, auf die bislang religiöse Texte allein zugeschnitten schienen (nämlich interpretiert und diskutiert zu werden, zu individueller Besinnung und Ausrichtung Anlass zu geben), hat die Literatur eine neue Funktion gewonnen: Sie ist das Feld, auf dem nahezu jede Frage der Gesellschaft behandelt werden kann, und bis in den Schulunterricht hinein behandelt werden wird – ein Feld, das keine gesellschaftliche Gruppe unbeachtet lassen kann. Entscheidend geht es von nun an darum, den Kanon der literarischen Werke zu bestimmen und ihre Diskussion festzulegen. Der Wettstreit hierüber findet zwischen Autoren statt, die sich unterschiedlicher Literaturförderung und einem unterschiedlichen Umgang mit Literatur anbieten, er findet in den Medien in Auseinandersetzung mit der Literatur – alter und neuer, nationaler und internationaler – statt, er findet im akademischen Bereich zwischen den verschiedenen Schulen der Literaturkritik statt, die letztlich die Gesellschaft mit Musterdiskussionen versorgen.

## Probleme einer Ausrichtung der Literaturgeschichtsschreibung

### Vom Nutzen des Themenwechsels, der Dramen, Romane und Gedichte zu „Literatur“ machte
Der Themenwechsel, auf den sich die Literaturdiskussion einließ, indem sie sich Dramen, Romanen und Gedichten zuwandte, trug öffentlichen Desideraten Rechnung. Er veränderte den Buchmarkt, vor allem aber erlaubte er der Literaturwissenschaft eine entschieden breitere Kommunikation mit der Gesellschaft.

#### Die Entskandalisierung der Poesie- und Romanproduktion
Die Hinwendung der wissenschaftlichen Debatte zur poetischen Produktion und zur Romanproduktion erfolgte vor allem in Reformangeboten. Die aktuelle Poesieproduktion schien dem wissenschaftlichen Diskurs der 1730er vom Pfad abgekommen zu sein, den Aristoteles vorgab. Gottscheds Mitstreiter mieden es, die Opern entschiedener als Ort des Sittenverfalls zu brandmarken. Sie forderten jedoch ein Drama, das ganz eigene Bedeutung hätte, diskutierbare Aussagen machte, das hervorgebracht würde von verantwortungsbewussten mit bürgerlichen Namen bekannt werdenden Autoren.
Unreformierbar schien zur selben Zeit noch der Roman. Mit dem Ende des 17. Jahrhunderts hatte er sich in das Skandalgeschäft begeben. Auch hier stand Mitte des 18. Jahrhunderts die Diskussion besserer und verantwortungsbewusster verfasster Romane im Raum. Was nicht abgeschafft werden konnte – die Opernproduktion und die Produktion skandalöser Romane – konnte (so der Neuansatz) erfolgreich in der öffentlichen Beachtung herabgemindert werden als eine jeder Debatte unwürdige triviale Produktion, der gegenüber der Blick den ausgesucht hohen Kunstwerken gelten musste.
Tatsächlich griffen in der neuen, literaturfähigen Poesie- und Romanproduktion mit dem ausgehenden 18. Jahrhundert Mechanismen der Verantwortung. Autoren stellten sich hinter ihre Werke und erhoben Anspruch auf den Ruhm, die Sitten ihrer Nation mit ihren Werken gebessert zu haben. Der Kulturbetrieb der neuen Nationen gab der moralisch wertvollen Produktion neuen Stellenwert, ob er nun Schüler über die große Dichtung „Besinnungsaufsätze“ schreiben ließ oder Institutionen wie den Literaturnobelpreis begründete, mit dem Autoren gewürdigt werden, die sich als das „Gewissen ihrer Nation“ betätigen.
Tatsächlich verließ die Skandalproduktion die Oper wie den Roman. Ihr neues Medium wurde der Journalismus, der mit der Boulevardpresse ein eigenes Feld erhielt. Das war nicht das Ende skandalöser Romane, Dramen und Gedichte – die neuen Skandale der Literatur sind jedoch gänzlich andere. Junge Autoren rebellieren nun gegen festgefahrene Moralvorstellungen, gegen alte Ästhetiken und überholte Kunstvorstellungen, sie sind Teil des Ringens um Verantwortung im literarischen Leben. Der skandalöse Roman des frühen 18. Jahrhunderts lebt viel eher im „Enthüllungsjournalismus“ als im Roman des 20. und 21. Jahrhunderts fort. Die Marktreform, auf die es die frühe Literaturdiskussion absah, kam tatsächlich zustande.

#### Die Geburt der Literatur aus dem Geist der Sekundärliteratur
Die moderne Literaturwissenschaft basiert auf dem Selbstbild, dass sie ein beobachtender, analysierender, wissenschaftlicher, sekundärer Diskurs sei. Die Literatur besteht (so die verbreitete Aussage der Literaturkritik) schon viel länger als die Literaturwissenschaft. Sie besteht seit Anbeginn der Menschheit, seit den ersten Überlieferungen, die noch mündlich geschahen. Sie verlief schließlich in den „literarischen Gattungen“ bis in die Literatur der Gegenwart hinein – so die etablierte Sicht. Der sekundäre Diskurs wende sich unter Wahrung wissenschaftlicher Distanz der Literatur zu. Tatsächlich dürfte es andersherum sein: Die Werke entwickelten sich in ganz verschiedenen Feldern und waren am Ende, in den 1760ern größtenteils verschollen. Die Literaturwissenschaft legte fest, was „Literatur“ sein sollte. Sie schuf die Literaturen, die wir heute untersuchen. Die großen Traditionslinien, die heute bestehen, mussten dabei im 19. Jahrhundert neu begründet werden: Die „Literatur des Mittelalters“ war verloren, die Romane und Dramen des „Barock“ waren zu Beginn des 19. Jahrhunderts unbekannt. Die Vergangenheit der Literatur musste rekonstruiert werden. Und in der Gegenwart verlief der Eingriff noch viel drastischer: Die Literaturrezension entschied in offenem Streit darüber, welche Werke der Gegenwart und jüngsten Vergangenheit als Literatur diskutiert werden sollten, und welche Gattungen damit zu den literarischen Gattungen wurden.
Dass die Literaturwissenschaft die Literatur zu eigenem Nutzen definierte, um damit ein breit diskutierbares Thema zu gewinnen, ist eine heikle Feststellung. Wenn dem so ist, dann sind alle Versuche, schlicht auf die Literatur zu sehen und dabei zu erfassen, was Literatur eigentlich ist und auszeichnet, nicht das, was sie vorgeben. Sie sind dann tatsächlich Versuche, aus dem Bereich der Wissenschaften heraus festzulegen, was Literatur sein soll, und was mit ihr adäquaterweise gemacht werden soll – Interaktionen der Literaturkritik mit dem Buchmarkt, mit Autoren und mit der Gesellschaft, die Bücher liest und Diskussionen aufgreift. Die unbequeme Lösung erklärt allerdings dann auch, warum jede Literaturdefinition sofort Widerspruch der Öffentlichkeit auf sich zieht, die hier vielfältigste Interessen an der Literaturdebatte wahren muss.

### Von Problemen im Umgang mit „Literatur“, die seit 1750 verfasst wurde
„Anspruchsvolle“ Literatur, die seit 1750 geschaffen wurde, spricht gezielt die Kritik an, sie unterscheidet sich grundlegend von der vorangegangenen Produktion an Romanen, Dramen und Gedichten. Wir verfügen mit ihr der modernen Literatur über Hinweise darauf, wie sie diskutiert sein will. Zu dem, was die Autoren taten, um Diskussionen zu entfachen, kommt, was die Verlage tun, um die Literaturkritik zu erreichen.
Anspruchsvolle Literatur verkauft sich primär über den sekundären Diskurs. Trivialromane können auf jede öffentliche Debatte verzichten. Ein moderner Roman, ein junger Dramatiker sind dagegen nichts, wenn es ihnen nicht gelingt, Rezensionen auf sich zu ziehen, und sie haben gewonnen, wenn sie eine breite Würdigung im Feuilleton finden. Eine vollständigere Literaturgeschichte der Moderne wird das komplette literarische Leben erfassen, das dem einzelnen Stück und dem einzelnen Roman Funktionen im gesellschaftlichen Leben gibt: Existenz auf dem Buchmarkt, Anerkennung in der Presse, Behandlung in Schulen und literaturwissenschaftlichen Seminaren der Universitäten.

### Von Problemen im Umgang mit „Literatur“, die vor 1750 verfasst wurde
Problematisch bleiben unsere Rekonstruktionen der Literaturgeschichte. Die meisten Zusammenhänge, die sie etablieren, dürften eine erneute Befragung verdienen.

#### Die heutigen literarischen Gattungen gab es nicht
Das Konzept der literarischen Gattungen wird in der Forschung vorsichtig erneut zu befragen sein. Dass Drama, Epos und Lyrik die drei großen Felder der literarischen Überlieferung seien, geht an der geschichtlichen Konsistenz der Überlieferung vorbei. Man kann dies im Blick auf Aristoteles postulieren, doch begibt man sich damit in eine Nachfolge der gelehrten Kritik des 17. und 18. Jahrhunderts – einer Kritik, die genau mit diesen Setzungen den Markt veränderte.

#### Die Nationalliteraturen bestanden nicht
Gänzlich fragwürdig ist unsere Untersuchung der Nationalliteraturen und der Vergleich der Literaturen durch die Komparatistik. Die von uns untersuchten Autoren kannten vor 1750 kaum die Werke ihrer Literatur. Weit gerechter wird man der Produktion vor 1750 wenn man sie betrachtet, wie man die Produktion von Belletristik heute betrachten würde: als eine einzige internationale aktuelle Produktion, die nationale Ausprägungen fand, in der jedoch letztlich überall internationale Ware in Übersetzungen neben einheimischen Büchern in die Auslagen kam. Die Autoren schrieben für diesen Markt und lieferten, was er am Ort der Veröffentlichung hoffentlich so noch nicht vergleichbar bot.

#### Poesie vor 1750 war nicht, was Literatur uns heute ist
Eine erneute Erforschung der Poesieproduktion vor 1750 könnte den musikorientierten Feldern zentralen Stellenwert geben, und dies nicht auf der Suche nach dem „Literaturbegriff des Barock“ tun, der angeblich einem opernfeindlichen „Literaturbegriff der Aufklärung“ am Ende unterlag. Es gab einen Markt, auf dem die Oper als Poesie florierte und diesem gegenüber eine gelehrte Kritik, die die Oper mit Distanz betrachtete.

#### Der Roman gehörte vor 1750 weder zur Poesie noch zur Literatur
Der Roman gehörte vor 1750 weder zur Poesie noch zur „Literatur“ – er war Teil der „historischen Schriften“ und in seiner aktuellen Produktion der belles lettres deren virulentester und skandalösester Part. Wie sich der Roman auf das Besprechungswesen zubewegte, ist für das 18. Jahrhundert noch weitgehend ununtersucht; welche Funktionen er zuvor erfüllte, als er das literarische Besprechungswesen noch weitgehend affrontierte, nicht minder.

#### Was vor 1750 öffentliche Auseinandersetzungen bestimmte, bleibt weitgehend unbeachtet
Unser Austausch über Dramen, Romane und Gedichte schuf einen neuen Ort gesellschaftlichen Streits – mit großem Erfolg. Literatur im neuen Sinne verdrängte die bisher gewichtigste Produktion, die Theologie, auf dem Buchmarkt wie in den allgemeinen Diskussionen. Der Austausch über Dramen und Gedichte entwickelte sich mit größter Dynamik im späten 18. Jahrhundert in Deutschland. Er gewann im Nationalismus der deutschen Romantik Gewicht.
Frankreich adoptierte die neue Literaturdebatte nach der französischen Revolution als des bürgerlichen Staates würdige. Deutsche und französische Literaturwissenschaftler boten schließlich England die ersten Geschichten der englischen Literatur im neuen Zuschnitt – die Nation, die ungebrochen über nationale Diskurse verfügte, sah lange Zeit keinen Anlass dazu, die Bedeutung des Wortes „Literatur“ zu ändern.
Die moderne Literaturgeschichte setzte sich international durch und schuf die heute bestehenden nationalen Philologien und sie inspirierte Parallelgründungen: Die Kunst wurde neu definiert als Feld der bildenden Künste, die Musik ließ sich auf einen Wettstreit nationaler Tonkunst ein, der in der zweiten Hälfte des 19. Jahrhunderts entbrannte.
Ein vorsichtigerer Umgang mit der Literaturgeschichte wird dem öffentlichen Leben vor 1750 und seinen ganz eigenen Themen gelten, und der Literaturkritik kritisch gegenüberstehen müssen: Sie veränderte den Markt, dem sie sich zuwandte, und sie schuf im Wesentlichen erst das Feld, das uns heute als „die Literatur“ beschäftigt.

## Werke
- Christophe Milieu (Christophorus Mylaeus): De scribenda universitatis rerum historia libri quinque. Basileae, 1551, darin Buch 5 zur „Historia literaturae“.
- Jacob Friedrich Reimmann: Versuch einer Einleitung in die Historiam Literariam. Rengerische Buchhandlung, Halle 1708.
- Georg Stolle: Kurtze Anleitung zur Historie der Gelahrheit. 1, Neue Buchhandlung, Halle 1718.
- Johann Friedrich Bertram: Anfangs-Lehren der Historie der Gelehrsamkeit; Sammt einem Discurs uber die Frage, ob es rathsam sey, Historiam literariam auf Schulen und Gymnasiis zu tractiren. Renger, Braunschweig 1730.
- Johann Andreas Fabricius: M. Johann Andreä Fabricii. […] Abriss einer allgemeinen Historie der Gelehrsamkeit. Weidmann, Leipzig 1752.
- Hieronymus Andreas Mertens: Hodegetischer Entwurf einer vollständigen Geschichte der Gelehrsamkeit für Leute, die bald auf die Universitäten gehen wollen, oder kaum dahin gekommen sind. Eberhard Kletts sel. Wittwe und Franck, Augsburg 1779–1780.
- Carl Joseph Bouginé: Handbuch der allgemeinen Litterargeschichte nach Heumanns Grundriß. Bde. 1 ff, 1789
- Grundriss einer Geschichte der Sprache und Literatur der Deutschen von den ältesten Zeiten bis auf Lessings Tod von Erduin Julius Koch. 1 Verlag der Königl. Realschulbuchhandlung, Berlin 1795.
- Johann Gottfried Eichhorn: Allgemeine Geschichte der Cultur und Litteratur des neueren Europa. Göttingen 1796–1799.
- Johann Gottfried Eichhorn: Litterärgeschichte. Johann Georg Rosenbusch, Göttingen 1799.
- Johann Gottfried Eichhorn: Geschichte der Litteratur von ihrem Anfang bis auf die neuesten Zeiten. Vandenhoeck und Ruprecht, Göttingen 1805–1812.
- Ludwig Wachler: Handbuch der Geschichte der Literatur. J.A. Barth, Leipzig 1833.

1. Einleitung und Geschichte der alten Literatur.
2. Geschichte der Literatur im Mittelalter.
3. Geschichte der neueren Nationalliteratur.
4. Geschichte der neueren Gelehrsamkeit.

- Geschichte der poetischen National-Literatur der Deutschen von Dr. G. G. Gervinus. Erster Theil. Von den ersten Spuren der deutschen Dichtung bis gegen Ende des 13. Jahrhunderts. W. Engelmann, Leipzig 1835.
- Vorlesungen über die Geschichte der deutschen National-Literatur von Dr. A. F. C. Vilmar. 2. Auflage. Elwert’sche Universitäts-Buchhandlung, Marburg/Leipzig 1847.

### Literaturgeschichte im Deutschunterricht
- Hermann Korte: Ein schwieriges Geschäft. Zum Umgang mit Literaturgeschichte in der Schule. In: Deutschunterricht 6 (2003), S. 2–10.

## Einzelbelege
1. ↑  Archivierte Kopie (Memento vom 3. Mai 2005 im Internet Archive)